# Гондурасско-коста-риканские отношения
Гондурасско-коста-риканские отношения — двусторонние дипломатические отношения между Гондурасом и Коста-Рикой. Гондурас имеет посольство в Коста-Рике в городе Сан-Хосе, а Коста-Рика имеет посольство в Гондурасе в городе Тегусигальпа.

## История
Официальные отношения между Коста-Рикой и Гондурасом были оформлены 1 июля 1839 года с подписанием договора о дружбе и союзе, подписанного между главой государства Коста-Рикой Браулио Каррильо Колиной и комиссаром Гондураса. Хотя этот договор не был ратифицирован, с момента его подписания оба государства поддерживали официальные отношения. Комиссар Гондураса был первым дипломатическим агентом, аккредитованным при правительстве Коста-Рики.
Исторически сложилось так, что обе страны были частью Испанской империи до начала XIX века. Сегодня обе страны являются полноправными членами Группы Рио, Латинского союза, Ассоциации академий испанского языка, Организации американских государств, Организации иберо-американских государств, Сообщества государств Латинской Америки и Карибского бассейна и Группы 77.

## Примечание
1. ↑  Архивированная копия. Дата обращения: 30 ноября 2017. Архивировано из оригинала 1 декабря 2017 года.
2. ↑  Ministerio de Relaciones Exteriores y Culto. Дата обращения: 30 ноября 2017. Архивировано 10 октября 2017 года.
3. ↑  Costa Rica y Honduras fortalecen relaciones y temas regionales – Presidencia de la República de Costa Rica. Дата обращения: 30 ноября 2017. Архивировано 1 декабря 2017 года.
4. ↑  Архивированная копия. Дата обращения: 30 ноября 2017. Архивировано из оригинала 1 декабря 2017 года.